# Мажара, Николай Юрьевич
Николай Юрьевич Мажара (род. 13 мая 1977, Ленинград) — российский пианист, композитор и музыкальный педагог. Внук члена-корреспондента РАН Льва Александровича Дмитриева.

## Биография
Учился в музыкальной школе № 29 (педагог по фортепиано — М. П. Константиниди, педагог по композиции — С. А. Осколков). Окончил Среднюю специальную музыкальную школу-лицей при Санкт-Петербургской консерватории (композиторское и фортепианное отделения, педагог по фортепиано — Наталия Броверман, педагог по композиции — Александр Мнацаканян) и Санкт-Петербургскую государственную консерваторию имени Н. А. Римского-Корсакова (2000, класс композиции Александра Дерениковича Мнацаканяна и класс фортепиано Эдуарда Васильевича Базанова). Дважды подряд выиграл Международный конкурс имени Сергея Прокофьева: в 2004 году как пианист и в 2008 году как композитор (Концерт для фортепиано с оркестром № 3). По словам самого музыканта, «Прокофьев— мой любимый композитор, без всяких преувеличений. Я люблю его музыку, много её играю. И считаю, что определенные стороны его творчества, наверное, влияют на мою музыку». В более позднем интервью, говоря о своих пристрастиях, Мажара назвал Иоганна Себастьяна Баха «богом музыки. В разное время фигурой номер один становились Брамс, Стравинский, Равель, Шостакович, Бернстайн, Шуман, Прокофьев».
Концертирует в различных концертных залах Петербурга, участвовал с сольными программами в Днях культуры Петербурга в Алма-Ате и Таллине. С 2001 года штатный пианист Академического симфонического оркестра Санкт-Петербургской филармонии, выступал под руководством дирижёров Александра Титова, Александра Дмитриева, Владимира Альтшулера, Владислава Чернушенко, Александра Сладковского. Репертуар Мажары включает в себя как русскую классику (Алябьев, Глинка, Бородин, Мусоргский, Лядов, Рахманинов, Стравинский, Прокофьев), так и произведения современных авторов, в том числе и его собственные сочинения. Один из создателей музыкального ансамбля «еNsemble» (при Фонде Про Арте), специализирующегося на современной музыке.
Автор трёх концертов для фортепиано с оркестром, Симфонии для струнного оркестра, Сюиты для камерного оркестра, ряда камерных сочинений (например, сонат, экспромтов и т. д.). Член Союза композиторов России с 2005 года.
С 2001 года преподаёт на кафедре инструментовки Санкт-Петербургской консерватории, с 2011 г. — на кафедре специальной композиции.